# John D. Graham
John D. Graham (Kiev, 1886 - Londen, 1961) was een in 1920 naar Amerika geëmigreerd kunstenaar (kunstschilder/schrijver) van oorsprong uit Oekraïne die in de jaren 1930 en 1940 bevriend was met en invloed uitoefende op diverse kunstenaars die gerekend worden tot het abstract expressionisme. 
John D. Graham werd geboren als Ivan Gratianovich Dombrovski in Oekraïne in de periode van het Keizerrijk Rusland (zie: Geschiedenis van Oekraïne#De Eerste Wereldoorlog en de Russische Revolutie). Hij vocht in het leger van de tsaar tijdens de Eerste Wereldoorlog, vluchtte naar Polen, in het jaar van de Oktoberrevolutie naar Frankrijk, om uiteindelijk in 1920 in New York aan te komen. Daar veranderde hij zijn naam in John D. Graham. Zijn schilderstudie volgde hij aan de Art Students League.
Eind jaren dertig vormde Graham een vriendengroep met Arshile Gorky, Stuart Davis, de beeldhouwer David Smith en Willem de Kooning. Ook was hij bevriend met Jackson Pollock. In 1937 verscheen zijn boek System and Dialectics of Art, waarin de mogelijkheid wordt verwoord van een samengaan van formele abstractie met primitivisme, mythische symboliek, en de theorie van het onderbewustzijn. In het boek, dat invloed uitoefende op de abstract expressionistische beweging, benadrukte Graham dat het de formele kwaliteiten van het werk zijn ("de snelheid van de kwaststreek, de intensiteit van het tekenen, precisie van vorm, de vibratie van het oppervlak"), die een schilderij krachtig maken, niet een eventuele literaire inhoud. In 1942 organiseerde hij een groepsexpositie in New York, waarin werk van Pollock, De Kooning, en Lee Krasner, naast schilderijen van Picasso en Henri Matisse hing.
In zijn eigen werk had Graham afstand genomen van de abstractie. Zijn inspiratie zocht hij in het mystieke en raadselachtige, en als stijlvoorbeelden refereert hij aan de Italiaanse renaissance schilders. Zijn werk is figuratief, versierd met cryptische, occulte symbolen. Zijn doel was, naar eigen zeggen, het maken van 'evocatieve kunst, één die, per definitie, een enigma' was.
- Bibliothèque nationale de France: cb120339337 (data)
- Gemeinsame Normdatei: 118961926
- International Standard Name Identifier: 0000 0003 5545 8169
- Library of Congress Control Number: n85251814
- Nationale Bibliotheek van Tsjechië: jx20071213003
- Réseau des bibliothèques de Suisse occidentale: 02-A028455146
- RKD-Nederlands Instituut voor Kunstgeschiedenis: 33254
- SNAC: w61z4wrx
- Système universitaire de documentation: 159706114
- Museum of New Zealand Te Papa Tongarewa: 53248
- Union List of Artist Names: 500033062
- Virtual International Authority File: 96258781
- WorldCat: E39PCjyRKWG7tkMBwBC9PfvpGd